# Somerset (Massachusetts)
Somerset és una població dels Estats Units a l'estat de Massachusetts. Segons el cens del 2000 tenia 18.234 habitants.

## Demografia
Segons el cens del 2000, Somerset tenia 18.234 habitants, 6.987 habitatges, i 5.261 famílies. La densitat de població era de 868,1 habitants/km².
Dels 6.987 habitatges en un 28,1% hi vivien nens de menys de 18 anys, en un 62,4% hi vivien parelles casades, en un 9,8% dones solteres, i en un 24,7% no eren unitats familiars. En el 21,5% dels habitatges hi vivien persones soles el 12,9% de les quals corresponia a persones de 65 anys o més que vivien soles. El nombre mitjà de persones vivint en cada habitatge era de 2,57 i el nombre mitjà de persones que vivien en cada família era de 2,98.
Per edats la població es repartia de la següent manera: un 20,4% tenia menys de 18 anys, un 6,2% entre 18 i 24, un 26,2% entre 25 i 44, un 26,2% de 45 a 60 i un 21% 65 anys o més.
L'edat mediana era de 43 anys. Per cada 100 dones de 18 o més anys hi havia 86,6 homes.
La renda mediana per habitatge era de 51.770 $ i la renda mediana per família de 60.067$. Els homes tenien una renda mediana de 42.036 $ mentre que les dones 29.851$. La renda per capita de la població era de 22.420$. Entorn del 3,2% de les famílies i el 4% de la població estaven per davall del llindar de pobresa.